# John Logan (baloncestista)
John Arnold "Johnny" Logan (Richmond, Indiana, 1 de enero de 1921-Charlotte, Carolina del Norte, 16 de septiembre de 1977) fue un jugador y entrenador de baloncesto estadounidense que jugó durante tres temporadas en la BAA y dos más ya con la nueva denominación de la NBA. Con 1,88 metros de estatura, jugaba en la posición de base.

## Trayectoria deportiva

### Universidad
Jugó durante 3 temporadas con los Hoosiers de la Universidad de Indiana, en las que promedió 6,8 puntos por partido.

### Profesional
En 1946 fichó por los St. Louis Bombers de la recién creada BAA, y en su primera temporada se convirtió en el máximo anotador de su equipo, promediando 12,6 puntos por partido, que le sirvieron para ser incluido en el segundo mejor quinteto de la liga.
Jugó 3 temporadas más con los Bombers, la totalidad de las campañas que disputó este equipo en su efímero paso por la liga profesional. En 1948 y 1949 volvió a ser incluido en el segundo mejor quinteto del campeonato. En su tercera temporada con el equipo acabó en la tercera posición en la lista de jugadores con más asistencias de la liga, al promediar 4,8 por partido.
Al término de la temporada 1949-50 el equipo de los Bombers desapareció, produciéndose un draft de dispersión, siendo elegido por los Tri-Cities Blackhawks. Allí jugaría su última temporada como profesional, antes de retirarse definitivamente. Acabó liderando gran parte de las clasificaciones históricas de los Bombers, entre ellas las de más partidos disputados, más puntos, más tiros libres y más asistencias.

### Entrenador
Durante su estancia en los Tri-Cities Blackhawks, ocupó el puesto de jugador-entrenador interino durante 3 partidos, ganando dos y perdiendo uno.

## Estadísticas de su carrera en la NBA

### Temporada regular
| Año     | Equipo     | PJ  | TC%  | TL%  | RPP | APP | PPP  |
| ------- | ---------- | --- | ---- | ---- | --- | --- | ---- |
| 1946–47 | St. Louis  | 61  | .278 | .748 | –   | 1.3 | 12.6 |
| 1947–48 | St. Louis  | 48  | .301 | .743 | –   | 1.3 | 13.4 |
| 1948–49 | St. Louis  | 57  | .346 | .791 | –   | 4.8 | 14.1 |
| 1949-50 | St. Louis  | 62  | .331 | .783 | –   | 3.9 | 12.2 |
| 1950-51 | Tri-Cities | 30  | .312 | .750 | 4.5 | 4.0 | 7.7  |
| Total   | Total      | 258 | .312 | .767 | 4.5 | 3.0 | 12.4 |

### Playoffs
| Año   | Equipo    | PJ | TC%  | TL%  | RPP | APP | PPP  |
| ----- | --------- | -- | ---- | ---- | --- | --- | ---- |
| 1947  | St. Louis | 3  | .222 | .733 | –   | 1.0 | 10.3 |
| 1948  | St. Louis | 5  | .309 | .786 | –   | 1.6 | 11.2 |
| 1949  | St. Louis | 2  | .304 | .667 | –   | 4.0 | 10.0 |
| Total | Total     | 10 | .276 | .750 | –   | 1.9 | 10.7 |

## Fallecimiento
Logan falleció el 16 de septiembre de 1977 en Charlotte, Carolina del Norte, a los 56 años, víctima de una agresión con arma blanca.